# السرداب الامبراطوري (رواية)

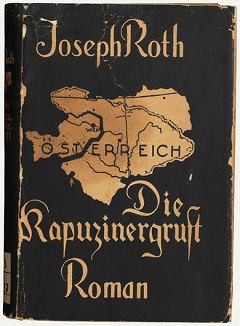
غلاف الطبعة الأولى

السرداب الامبراطوري (سرداب الكابوشين)، رواية للكاتب النمساوي جوزيف روت، نشرت في عام 1938، تتناول سقوط الإمبراطورية النمساوية-المجرية وقيام جمهورية النمسا في جزئها الناطق بالألمانية، إلى نهاية الجمهورية النمساوية الأولى بانضمامها إلى ألمانيا النازية.

## النشر
صدرت الطبعة الأولى عن دار نشر غيمينشاب في بلدة دي بيلت الهولندية، وقد نشر قبل ذلك فصلها الأخير في 23 أبريل 1938 بعنوان «الجمعة السوداء»، في مجلة «اليوميات الجديدة» (بالألمانية: Das Neue Tage-Buch)‏ الصادرة في المنفى. وقد بلغ حجم الطبعة الأولى 3000 نسخة، دفن نصفها بعد احتلال القوات الألمانية هولندا في مايو 1940، واستخرجت وبيعت بعد نهاية الحرب العالمية الثانية.

## الزمان والمكان
تدور أحداث الرواية في الفترة بين أبريل 1913 (ص.13) و12 مارس 1938(ص.126) في فيينا وغاليسيا وسيبيريا.

## بطل الرواية
بطل الرواية فرانز فرديناند تروتا، المولود عام 1891،(ص.64) وترجع أصوله إلى بلدة سيبوليه في سلوفينيا. وقد كان شقيق جده الملازم جوزيف تروتا "الذي أنقذ حياة الإمبراطور فرانز جوزيف في معركة سولفرينو وحصل على لقب فارس،(ص.11) وقد تناول الكاتب يوزيف روت هذه الشخصية في رواية "مارش راديتسكي" التي صدرت عام 1934، وتعتبر هذه الرواية استطرادا لها، مع أن أحداثها وشخوصها مستقلة عن الرواية المذكورة.
وعلى الرغم من أن فرانز فرديناند تروتا كان يتردد على الدوائر الأرستقراطية في فيينا، حيث كان صاحب المقهى يخاطبه بلقب «بارون»،(ص.127) إلا أنه لم يكن النبلاء، وكان يتحدث عن «الفرع النبيل» من نسبه ليميزه عن فرعه البرجوازي. كان والده كيميائيا، تمرد على على الإمبراطور فرانز جوزيف وهاجر إلى أمريكا، ثم عاد غنيا إلى النمسا وامتلك صحيفتين في زغرب، وكان من المقربين من ولي العهد الأرشيدوق فرانز فرديناند، حيث تطلع إلى «مملكة سلافية تحت حكم هابسبورغ».(ص.11)

## أحداث الرواية

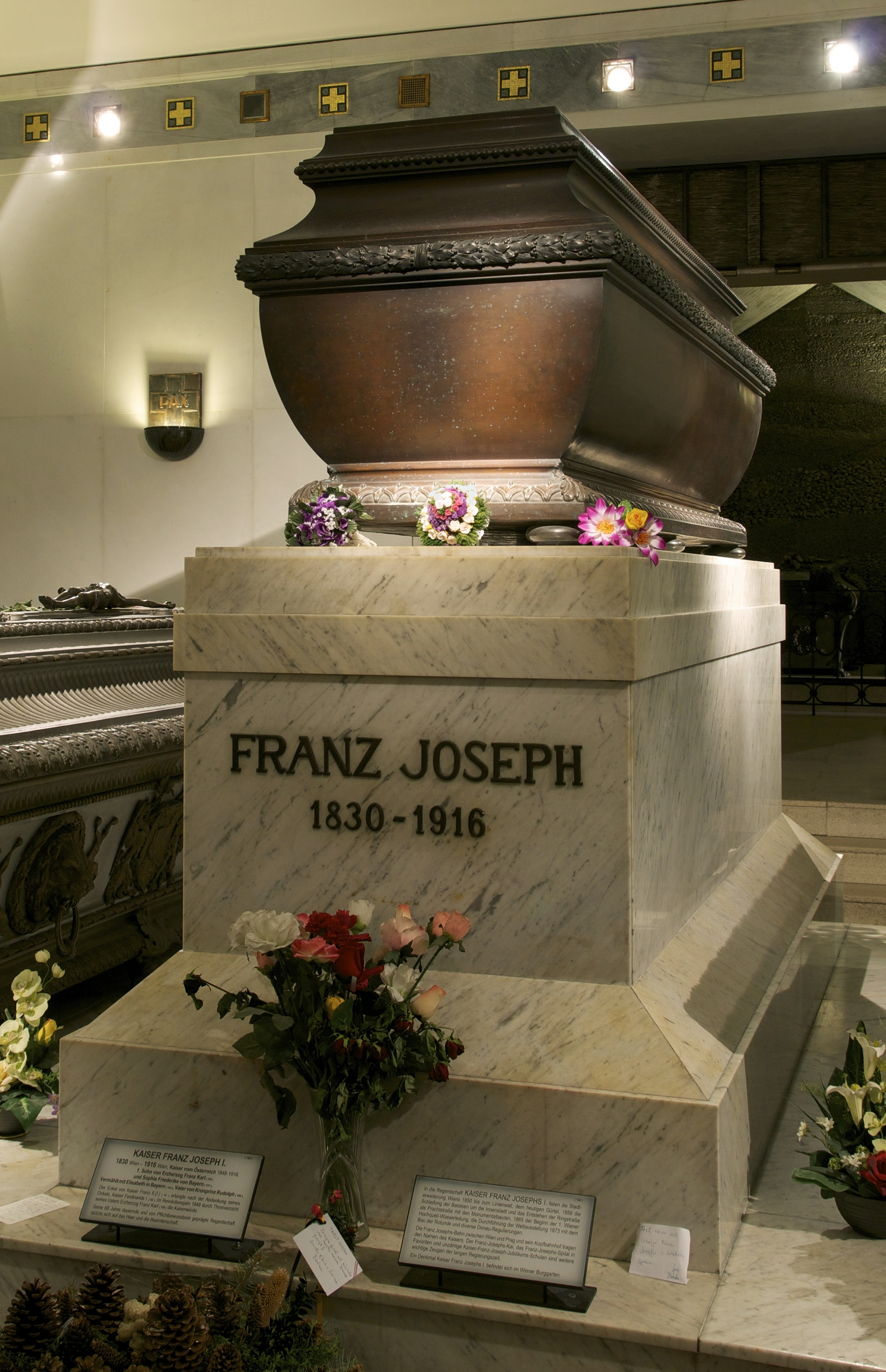
ضريح الامبراطور فرانز جوزيف الأول في السرداب الإمبراطوري في فيينا

في أبريل 1913 يتعرف الشاب الثري فرانز فرديناند تروتا إلى ابن عمه جوزيف برانكو الذي يزوره فجأة في فيينا، وهو مزارع من سيبوليه، يعمل موسميا بائع كستناء متجول من سيبوليه. يتحدث تروتا اللغة السلوفينية مع ابن عمه ويزداد اهتمامه بالثقافة السلوفينية. لاحقا يزور تروتا صديق برانكو، الحوذي اليهودي مانيس رايسيغر القادم من بلدة زلوتودرود في غاليسيا في أقصى شرق الإمبراطورية، ويطلب من تروتا الوساطة لكي يحصل ابنه الوحيد إفرايم على مقعد في المعهد الموسيقي في فيينا، ويجد تروتا ضالته في واحد من أصدقائه في مجتمع فيينا المرح في فترة ماقبل الحرب، وهو الكونت شوينيكي ذو الأصل الغاليسي، الذي يتمكن فورا من تأمين مقعد الدراسية للصبي.
في صيف عام 1914، يسافر تروتا إلى زلوتوغرود بدعوة من الحوذي مانيس وتنشأ صداقة بين الاثنين، ويلحق به ابن عمع برانكوا إلى هناك. لدى اندلاع الحرب العالمية الأولى يسارع تروتا إلى الالتحاق بفوجه في فيينا، ولكنه يطلب فورا النقل إلى الجبهة في شرق غاليسيا حيث كان صديقاه برانكو ومانيس يخدمان. من دوافع تروتا للانتقال إلى غاليسيا عدم رغبته بالقتال إلى جانب «راقصي الفالس» من زملائه أبناء العائلات الراقية في فوج فيينا، الذين يصابون بدورهم بالخيبة من موقف ويصفونه بـ«مفسد الحرب». يسافر تروتا إلى الجبهة برتبة ملازم، وقبل ذلك يتزوج من صديقته إليزابيث كوفاكتش، وهي ابنة صانع قبعات في فيينا وواحد من المستفيدين من الحرب. يمكث الزوجان ستة عشر ساعة معا لإتمام الزواج، إلا أن إليزابيث تهرب من «ليلة الزفاف» ويتوجه تروتا إلى الميدان حيث يجد أصدقائه برانكو ومانيس على قيد الحياة. تنتهي معركتهم الأولى عند كراسن-بوسك بأسرهم لدى الروس ونقلهم إلى سيبيريا. هناك تتفكك صداقته مع الاثنين، ويهربان من الأسر ويتركانه هناك حيث يبقى حتى نهاية الحرب ويعود إلى فيينا في في نهاية عام 1918. في فيينا ما بعد الحرب يكمن الإمبراطور الميت في السرداب الإمبراطوري، وتعمل زوجته إليزابيث «فنانة»، وتعيش في علاقة مثلية مع الفنانة الهنغارية يولانت ساتماري. ينجح تروتا في استعادة زوجته، وفي فترة مابين الحربين يرزقان بطفل، إلا ان إليزابيث تهجره والطفل لتصبح ممثلة.
تُسمع في "ليلة الثورة" أصوات إطلاق النار في فيينا، وتقول الشائعات أن "الحكومة تطلق النار على العمال"، وقد. أراد "دولفوس" قتل البروليتاريا". يقتل في هذه الاحداث الموسيقار الشاب إفرايم ريسيغر ابن مانيس، الذي أصبح في هذه الأثناء "ثوريا"، ويدفنه والده في مقبرة فيينا المركزية. يرى تروتا أن الكونت تشوينيكي وأصدقاءه الآخرين في فيينا مسؤولون عن الانهيار، إذ "دمروا الدولة بنكات تافهة في المقاهي"، ويتمنى لو أنه قد سقط في الحرب، معتبرا أنه ليس من العدل أن يبقى حيا. يرسل تروتا ابنه إلى باريس لتربيته، ويعيش في شبه عزلة خارج الأحداث.
يصل «الرايخ الثالث» وتروتا جالس في مقهى مع أصدقائه الأرستقراطيين السابقين. ويظهر شاب يرتدي جزمة بمهمازين على العتبة ويخاطب الضيوف على أنهم «رفاق الشعب»، ويتحدث عن «حكومة الشعب الألماني الجديدة». يترك الجميع، ومعهم صاحب المقهى اليهودي، المقهى فورا تاركين تروتا وحيدا. يطفئ تروتا النور ويغلق المقهى، ويسير على غير هدى في شوارع فيينا. يقرر تروتا التوجه إلى السرداب الإمبراطوري حيث حيث ترقد العائلة الملكية، ولكن السرداب مغلق وسيظل مغلقًا، في إشارة إلى أنصار شرعية هابسبورغ أن يدفنوا آمالهم. تنتهي الرواية في صباح 12 مارس 1938: رفعت أعلام الصليب المعقوف، واستولى النازيون على البلد.

## الرواية في رأي كاتبها
يذكر روث في مسودة الرسالة التي أرفقها بالمسودة التي أرسلها في 5 أرسل أغسطس 1938 إلى ناشره أن الرواية كانت استمرارًا لرواية «مارش راديتزكي» التي تناولت «التهام بروسيا للنمسا»، ويرى أنها «الرواية الأكثر موضوعية في هذا الوقت».

## الشكل
وفقًا لـلناقد ألفريد دوبلر، ، فإن هذه الرواية عبارة عن رواية سردية عن الفترة بين اندلاع الحرب العالمية الأولى والوقت الحاضر (مارس 1938). الرواية شكليا عبارة عن سرد من منظور الشخص الأول لحياة عضو في عائلة تروتا، حيث يعد الراوي بضمير المتكلم الأسباب التي أدت برأي جوزيف روت إلى انهيار الإمبراطورية. لا تشير الرواية إلى فظائع الحرب، في حين تصف بؤس فترة ما بعد الحرب في فيينا بطريقة فكاهية إلى حد كبير.

## اقتباسات
- «النمسا ليست دولة ولا وطنًا ولا أمة. إنها دين» (الكونت شوينيكي)
- «جوهر النمسا ليس المركز، بل المحيط». [2](ص.19)
- «السمة المميزة للأرستقراطي هي، قبل كل شيء، الاتزان».[2](ص.28)
- «النساء الباكيات تكون شهيتهن للأكل كبيرة». [2](ص.98)
- كانت فتيات الشوارع صغيرات السن، وخاصةً المسنات. [2](ص.124)

## آراء حول الرواية
- في عام 1938، وصفها الكاتب هانز ناتونيك في صحيفة نويه فيلتبوهنه: «إنها رواية بلا مخرج إلا إلى القبر. من الصعب كتابة كتاب آخر بعد كتاب كهذا».[6]
- فيما يتعلق بعنوان الرواية، يشير ألفرد دوبلر إلى أن السرداب الإمبراطوري هو الغرفة التي تتعفن فيها رموز العالم القديم .[4](ص.97)

## تصوير سنمائي
صوّرت الرواية في فيلم سنمائي بعنوان «تروتا»، للمخرج يوهانس شاف، مع أندراس بالينت ودوريس كونستمان وروزماري فيندل، عرض لأول مرة في في 16 نوفمبر 1971.

## روابط خارجية
- الرواية بالألمانية في أرشيف الإنترنت